# Монарх чорноголовий
Монарх білоголовий (Monarcha godeffroyi) — вид горобцеподібних птахів родини монархових (Monarchidae). Ендемік Федеративних Штатів Мікронезії.

## Поширення і екологія
Чорноголові монархи є ендеміками островів Яп. Живуть в тропічних і мангрових лісах та чагарникових заростях.

## Збереження
МСОП вважає стан збереження цього виду близьким до загрозливого. За оцінками дослідників, популяція чорноголових монархів становить близько 40 тисяч птахів. Велику загрозу для популяції може становити поява на островах інвазивної бурої бойги.